# Auguste Gaspard Louis Desnoyers
Pour les articles homonymes, voir Desnoyers.
Auguste Gaspard Louis Boucher-Desnoyers, né à Paris le 19 septembre 1779 et mort à Paris le 16 février 1857, est un peintre et graveur français.

## Biographie
Il est le fils de Louis Boucher-Desnoyers, commissaire de la maison militaire de Monsieur (futur Louis XVIII) et de Marie-Sophie de la Tour, fille d'un capitaine aux gardes françaises, chevalier de Saint-Louis.
Il étudie le dessin sous Lethière, la gravure sous Pierre Alexandre Tardieu et particulièrement le pointillé auprès de Louis Darcis.
Il publie à partir de 1796 nombre d'œuvres remarquables. Son coup de maître reste La Belle Jardinière (1804) d'après Raphaël, une commande de la Chalcographie du Louvre, qui lui vaut l'intérêt de l'Empereur dont il fait le portrait officiel d'après François Gérard.
Tous ses talents lui valent, avec l'aisance, un fauteuil à l'Académie des beaux-arts en 1816, ainsi que les titres de premier graveur du roi en 1825 et de baron en 1828. Le roi Louis-Philippe le fit officier de la Légion d'honneur et le baron Desnoyers grava jusqu'en 1846.

## Galerie

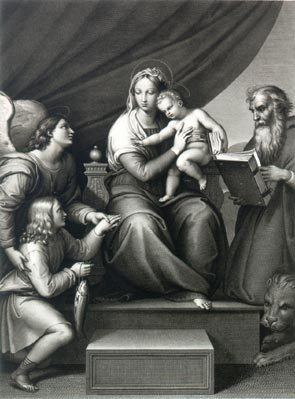
La Vierge au poisson, d'après Raphaël (1822)
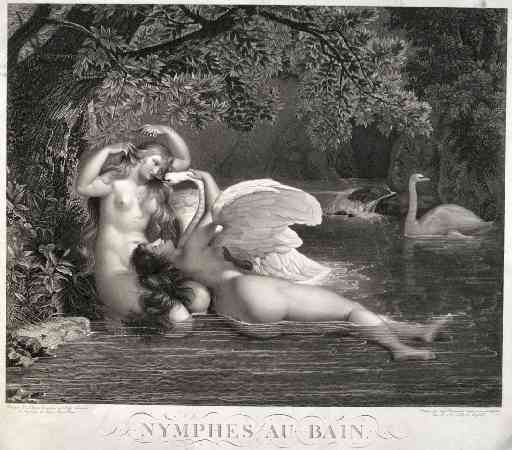
Nymphes au bain, d'après le peintre Guillaume Guillon Lethière (1830)
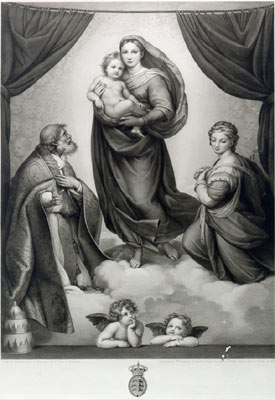
La Madone Sixtine, d'après Raphaël (1841)